# 元永 (北朝)
元永（？—？），河南郡洛阳县（今河南省洛阳市东）人，追尊魏昭成帝拓跋什翼犍四世孙，北魏宗室、官员。

## 生平
元永是北魏陈留王拓跋虔的曾孙，年少时担任奉朝请，出任积射将军时为元天穆引荐给尔朱荣，参与尔朱荣册立魏孝庄帝元子攸的谋划，获赐爵代郡公，加太中大夫、夏州东夏州豳州三州行台左丞，持节招引接纳投降的民户四千多家。尔朱荣又上奏封元永朝那县子，食邑三百户，出任持节、南豳州刺史、署理抚军将军。天平初年，高欢任命元永为行台左丞，很快授任元永颍州刺史，元永又担任北扬州刺史。北齐天保年间，元永被征召担任大司农卿，升任银青光禄大夫，依例降低爵位为乾乡男。太宁二年（562年），元永升任金紫光祿大夫。

## 家庭

### 兄弟
- 元祚，北魏河州刺史、陈留庄王
- 元种

### 儿子
- 元景安，北周大将军、大义郡公